# Zebra (dier)
Zebra’s zijn hoefdieren in het ondergeslacht Hippotigris, afkomstig uit het midden en zuiden van Afrika. De dieren staan vooral bekend om hun zwart-witte strepenpatroon. Men onderscheidt drie levende soorten: de Grévyzebra (Equus grevyi), de steppezebra (E. quagga) en de bergzebra (E. zebra). Elke zebra heeft een uniek strepenpatroon. De strepen hebben vermoedelijk een camouflerende of insectwerende functie. 
Zebra’s leven in verschillende landschappen zoals savannes, graslanden en bergachtige gebieden. Het zijn herbivoren die voornamelijk gras eten; ze kunnen overleven op zeer arme grond. Hun grootste natuurlijke vijand is de leeuw. Algemeen gezien zijn het erg sociale dieren. Zebra's leven met verschillende harems bijeen in een grotere kudde. Steppe- en bergzebra’s leven in harems met één hengst, meerdere merries en hun veulens. Grévyzebra’s leven vaak solitair of in losse groepen. Zebra’s communiceren via geluiden, lichaamshouding en gezichtsuitdrukkingen. Als zebra's worden aangevallen, beschermen ze elkaar door in groepsverband te handelen.
Zebra’s zijn opvallende dieren en spelen al eeuwenlang een rol in kunst en mythologie. De mens is er nooit echt in geslaagd ze te domesticeren, in tegenstelling tot paarden en ezels, hun naaste verwanten. Hun paniekinstinct bij onraad bleek moeilijk af te leren. De quagga, een ondersoort van de steppezebra, stierf uit in de 19e eeuw. Hoewel de zebra het steeds moeilijker heeft door versnippering van hun natuurlijk habitat, zijn er stabiele populaties in beschermde wildreservaten.

## Indeling en evolutie
Zebra’s behoren tot het geslacht Equus, samen met paarden en ezels. Deze drie groepen zijn de enige levende leden van de familie Equidae (paardachtigen). De meest voorkomende zebrasoort in Afrika is de steppezebra. Steppezebra's leven in open vlakten, graslanden en op heuvels, in groepen van vijf tot twintig dieren. De grévyzebra (Equus grevyi) is de grootste soort. Zijn strepen zijn de smalste van alle beschreven ondersoorten. De bergzebra (Equus zebra) is een zeldzame, vrij kleine zebrasoort. Her voortbestaan van de bergzebra en grévyzebra is bedreigd.
De steppezebra en bergzebra werden in het verleden ingedeeld in het ondergeslacht Hippotigris; de grévyzebra wijkt anatomisch wat af en werd in een apart ondergeslacht geplaatst (Dolichohippus). Op basis van genetisch onderzoek worden tegenwoordig alle drie de soorten samen in Hippotigris geplaatst. De steppezebra is namelijk nauwer verwant  aan de grévyzebra dan aan de bergzebra. De quagga, een zebra die vroeger als aparte soort werd gezien, blijkt een ondersoort of een geografische variant van de steppezebra te zijn.
Het geslacht Equus ontstond in Noord-Amerika. Aan de hand van onderzoek naar fossielen wordt aangenomen dat de laatste gemeenschappelijke voorouder van paarden, ezels en zebra’s zo’n 4 miljoen jaar geleden leefde in het Plioceen. Paarden splitsten zich rond die tijd van ezels en zebra’s, en koloniseerden grote delen van Eurazië. Zebra’s en ezels divergeerden ongeveer 2 miljoen jaar geleden. De bergzebra splitste zich als eerste af (1,6 miljoen jaar geleden), gevolgd door de steppezebra en grévyzebra (1,4 miljoen jaar geleden).
In onderstaand cladogram zijn de evolutionaire relaties binnen het geslacht Equus weergegeven. De verwantschappen worden ondersteund door fossiele en fylogenetische aanwijzingen. Deze gegevens wijzen erop dat zebra's een monofyletische groep vormen.
|  | Bergzebra (E. zebra)                                                               |
|  |                                                                                    |
|  | \| \| Steppezebra (E. quagga) \| \| \| \| \| \| Grévyzebra (E. grevyi) \| \| \| \| |
|  |                                                                                    |
|  | Steppezebra (E. quagga)                                                            |
|  |                                                                                    |
|  | Grévyzebra (E. grevyi)                                                             |
|  |                                                                                    |

|  | Steppezebra (E. quagga) |
|  |                         |
|  | Grévyzebra (E. grevyi)  |
|  |                         |

|  | \| \| Kiang (E. kiang) \| \| \| \| \| \| Onager (E. hemionus) \| \| \| \| |
|  |                                                                           |
|  | Wilde ezel (E. africanus)                                                 |
|  |                                                                           |
|  | Kiang (E. kiang)                                                          |
|  |                                                                           |
|  | Onager (E. hemionus)                                                      |
|  |                                                                           |

|  | Kiang (E. kiang)     |
|  |                      |
|  | Onager (E. hemionus) |
|  |                      |

|  | Bergzebra (E. zebra)                                                               |
|  |                                                                                    |
|  | \| \| Steppezebra (E. quagga) \| \| \| \| \| \| Grévyzebra (E. grevyi) \| \| \| \| |
|  |                                                                                    |
|  | Steppezebra (E. quagga)                                                            |
|  |                                                                                    |
|  | Grévyzebra (E. grevyi)                                                             |
|  |                                                                                    |

|  | Steppezebra (E. quagga) |
|  |                         |
|  | Grévyzebra (E. grevyi)  |
|  |                         |

|  | \| \| Kiang (E. kiang) \| \| \| \| \| \| Onager (E. hemionus) \| \| \| \| |
|  |                                                                           |
|  | Wilde ezel (E. africanus)                                                 |
|  |                                                                           |
|  | Kiang (E. kiang)                                                          |
|  |                                                                           |
|  | Onager (E. hemionus)                                                      |
|  |                                                                           |

|  | Kiang (E. kiang)     |
|  |                      |
|  | Onager (E. hemionus) |
|  |                      |

|  | Bergzebra (E. zebra)                                                               |
|  |                                                                                    |
|  | \| \| Steppezebra (E. quagga) \| \| \| \| \| \| Grévyzebra (E. grevyi) \| \| \| \| |
|  |                                                                                    |
|  | Steppezebra (E. quagga)                                                            |
|  |                                                                                    |
|  | Grévyzebra (E. grevyi)                                                             |
|  |                                                                                    |

|  | Steppezebra (E. quagga) |
|  |                         |
|  | Grévyzebra (E. grevyi)  |
|  |                         |

|  | \| \| Kiang (E. kiang) \| \| \| \| \| \| Onager (E. hemionus) \| \| \| \| |
|  |                                                                           |
|  | Wilde ezel (E. africanus)                                                 |
|  |                                                                           |
|  | Kiang (E. kiang)                                                          |
|  |                                                                           |
|  | Onager (E. hemionus)                                                      |
|  |                                                                           |

|  | Kiang (E. kiang)     |
|  |                      |
|  | Onager (E. hemionus) |
|  |                      |

|  | Bergzebra (E. zebra)                                                               |
|  |                                                                                    |
|  | \| \| Steppezebra (E. quagga) \| \| \| \| \| \| Grévyzebra (E. grevyi) \| \| \| \| |
|  |                                                                                    |
|  | Steppezebra (E. quagga)                                                            |
|  |                                                                                    |
|  | Grévyzebra (E. grevyi)                                                             |
|  |                                                                                    |

|  | Steppezebra (E. quagga) |
|  |                         |
|  | Grévyzebra (E. grevyi)  |
|  |                         |

|  | \| \| Kiang (E. kiang) \| \| \| \| \| \| Onager (E. hemionus) \| \| \| \| |
|  |                                                                           |
|  | Wilde ezel (E. africanus)                                                 |
|  |                                                                           |
|  | Kiang (E. kiang)                                                          |
|  |                                                                           |
|  | Onager (E. hemionus)                                                      |
|  |                                                                           |

|  | Kiang (E. kiang)     |
|  |                      |
|  | Onager (E. hemionus) |
|  |                      |

|  | Paard (E. ferus caballus)             |
|  |                                       |
|  | Przewalskipaard (E. ferus przewalski) |
|  |                                       |

|  | Bergzebra (E. zebra)                                                               |
|  |                                                                                    |
|  | \| \| Steppezebra (E. quagga) \| \| \| \| \| \| Grévyzebra (E. grevyi) \| \| \| \| |
|  |                                                                                    |
|  | Steppezebra (E. quagga)                                                            |
|  |                                                                                    |
|  | Grévyzebra (E. grevyi)                                                             |
|  |                                                                                    |

|  | Steppezebra (E. quagga) |
|  |                         |
|  | Grévyzebra (E. grevyi)  |
|  |                         |

|  | \| \| Kiang (E. kiang) \| \| \| \| \| \| Onager (E. hemionus) \| \| \| \| |
|  |                                                                           |
|  | Wilde ezel (E. africanus)                                                 |
|  |                                                                           |
|  | Kiang (E. kiang)                                                          |
|  |                                                                           |
|  | Onager (E. hemionus)                                                      |
|  |                                                                           |

|  | Kiang (E. kiang)     |
|  |                      |
|  | Onager (E. hemionus) |
|  |                      |

|  | Bergzebra (E. zebra)                                                               |
|  |                                                                                    |
|  | \| \| Steppezebra (E. quagga) \| \| \| \| \| \| Grévyzebra (E. grevyi) \| \| \| \| |
|  |                                                                                    |
|  | Steppezebra (E. quagga)                                                            |
|  |                                                                                    |
|  | Grévyzebra (E. grevyi)                                                             |
|  |                                                                                    |

|  | Steppezebra (E. quagga) |
|  |                         |
|  | Grévyzebra (E. grevyi)  |
|  |                         |

|  | \| \| Kiang (E. kiang) \| \| \| \| \| \| Onager (E. hemionus) \| \| \| \| |
|  |                                                                           |
|  | Wilde ezel (E. africanus)                                                 |
|  |                                                                           |
|  | Kiang (E. kiang)                                                          |
|  |                                                                           |
|  | Onager (E. hemionus)                                                      |
|  |                                                                           |

|  | Kiang (E. kiang)     |
|  |                      |
|  | Onager (E. hemionus) |
|  |                      |

|  | Bergzebra (E. zebra)                                                               |
|  |                                                                                    |
|  | \| \| Steppezebra (E. quagga) \| \| \| \| \| \| Grévyzebra (E. grevyi) \| \| \| \| |
|  |                                                                                    |
|  | Steppezebra (E. quagga)                                                            |
|  |                                                                                    |
|  | Grévyzebra (E. grevyi)                                                             |
|  |                                                                                    |

|  | Steppezebra (E. quagga) |
|  |                         |
|  | Grévyzebra (E. grevyi)  |
|  |                         |

|  | \| \| Kiang (E. kiang) \| \| \| \| \| \| Onager (E. hemionus) \| \| \| \| |
|  |                                                                           |
|  | Wilde ezel (E. africanus)                                                 |
|  |                                                                           |
|  | Kiang (E. kiang)                                                          |
|  |                                                                           |
|  | Onager (E. hemionus)                                                      |
|  |                                                                           |

|  | Kiang (E. kiang)     |
|  |                      |
|  | Onager (E. hemionus) |
|  |                      |

|  | Bergzebra (E. zebra)                                                               |
|  |                                                                                    |
|  | \| \| Steppezebra (E. quagga) \| \| \| \| \| \| Grévyzebra (E. grevyi) \| \| \| \| |
|  |                                                                                    |
|  | Steppezebra (E. quagga)                                                            |
|  |                                                                                    |
|  | Grévyzebra (E. grevyi)                                                             |
|  |                                                                                    |

|  | Steppezebra (E. quagga) |
|  |                         |
|  | Grévyzebra (E. grevyi)  |
|  |                         |

|  | \| \| Kiang (E. kiang) \| \| \| \| \| \| Onager (E. hemionus) \| \| \| \| |
|  |                                                                           |
|  | Wilde ezel (E. africanus)                                                 |
|  |                                                                           |
|  | Kiang (E. kiang)                                                          |
|  |                                                                           |
|  | Onager (E. hemionus)                                                      |
|  |                                                                           |

|  | Kiang (E. kiang)     |
|  |                      |
|  | Onager (E. hemionus) |
|  |                      |

|  | Paard (E. ferus caballus)             |
|  |                                       |
|  | Przewalskipaard (E. ferus przewalski) |
|  |                                       |

## Fysieke kenmerken

### Strepenpatroon

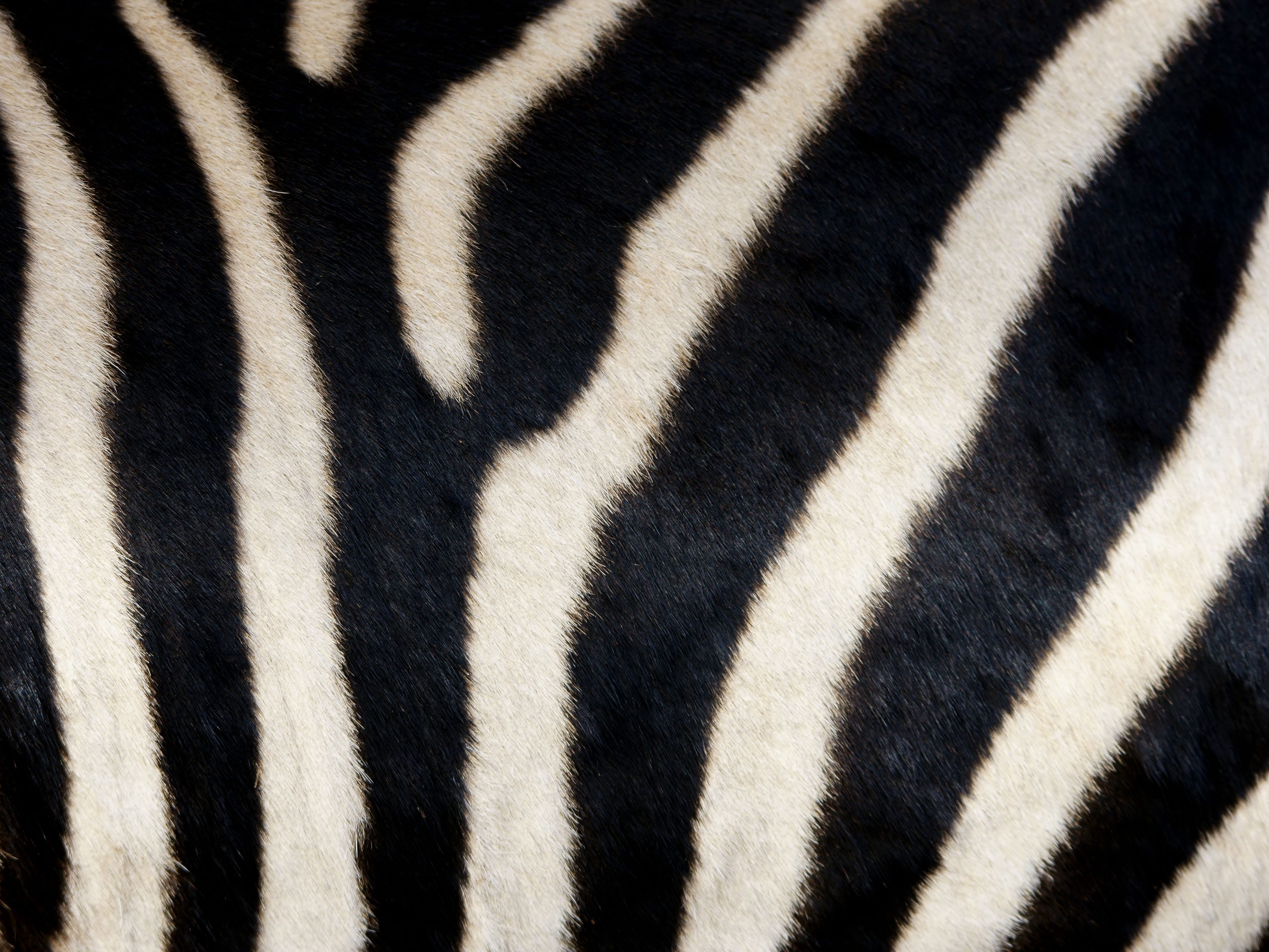
Strepenpatroon van een Grantzebra

Elke zebra heeft een uniek strepenpatroon. Er is bovendien een sterk verschil van het uiterlijk van de strepen bij de verschillende soorten. Overigens lopen de strepen bij alle soorten verticaal, behalve rond de poten, waar ze horizontaal lopen.
Bij de steppezebra of de gewone zebra (Equus burchellii of Equus quagga) lopen de strepen door op de buik, bij de andere soorten is de buik wit. Over het waarom van het streepjespatroon bestaat discussie. Enkelen denken dat de strepen dienen als camouflage. Deze overtuiging stuit op heel wat weerwerk, bedenkend dat de grassen op de savanne noch wit, noch zwart zijn. Anderen menen dat het streepjespatroon verwarrend werkt voor de leeuw, de grootste vijand van de zebra. Doordat de leeuw kleurenblind is zouden de dansende streepjes hem kunnen verwarren. Andere wetenschappers zien er een afweermechanisme in tegen bijtende vliegen zoals de tseetseevlieg, of een louter sociaal herkenningssymbool.
In het westen dacht men aanvankelijk dat zebra's witte dieren waren met zwarte strepen, aangezien de dieren een witte buik hadden. Mensen waren toen gewend het antwoord af te laten hangen van de eigen huidskleur. Embryologisch onderzoek toonde echter het omgekeerde aan: zebra's zijn zwarte dieren met witte strepen. De huid van een zebra is dus zwart - ook onder de witte strepen. Gekleurde huidcellen produceren een pigment dat de haren zwart kleurt; witte strepen zijn gebieden waar pigmentatie ontbreekt.

### Zintuigen

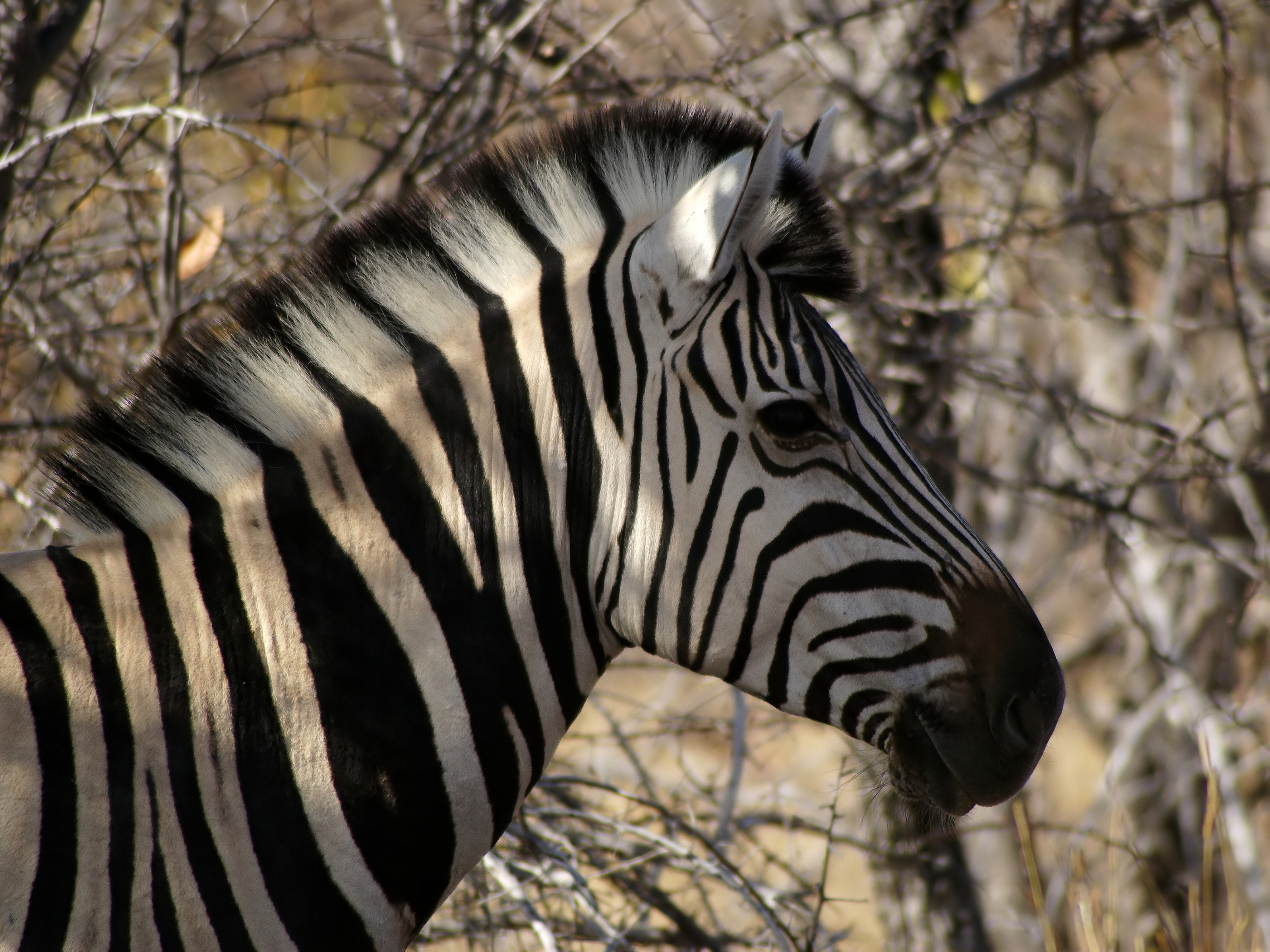
Closeup van een zebra

Zoals bij de meeste herbivoren staan de ogen van de zebra aan de zijkant van het hoofd, waardoor ze een breed gezichtsveld hebben en predatoren – zoals de luipaard, de gevlekte hyena, de leeuw en de Afrikaanse wilde hond –makkelijker kunnen opsporen. Bovendien kunnen zebra's ook in de nacht zien, al is dit kenmerk niet zo uitgebreid als bij zijn predatoren. Zebra's kunnen ook zeer goed horen en de oren zijn relatief groter en ronder dan die van een paard. Zoals de meeste evenhoevigen, kunnen zebra's hun oorschelpen naar bijna elke richting draaien, om zo veel mogelijk geluiden te kunnen opvangen.

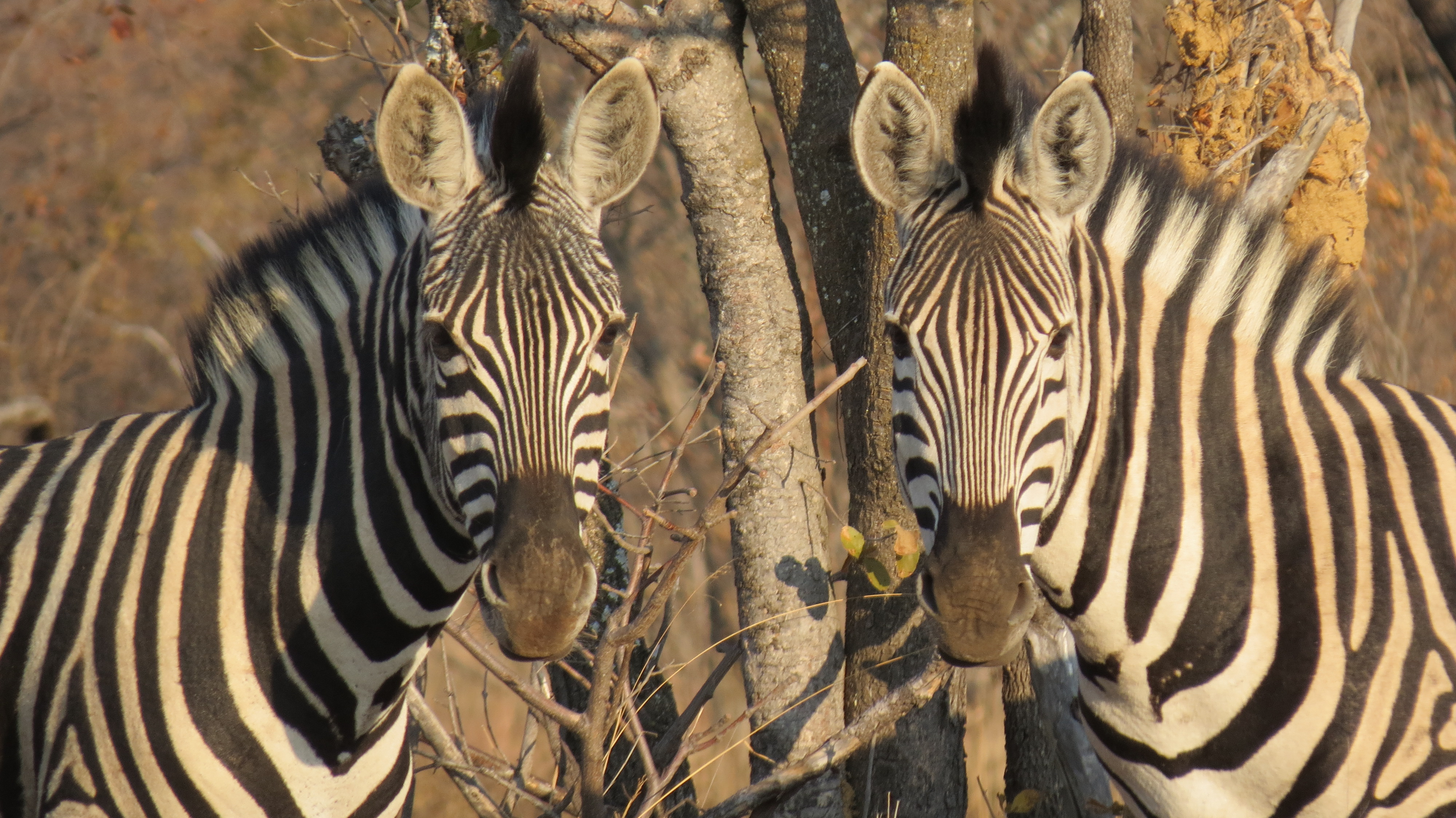
Twee zebra's bij zonsondergang

## Ecologie
Zoals de meeste paarden zijn zebra's sociale dieren. Berg- en steppezebra's leven in kleinere groepen, zogenaamde harems, die bestaan uit een mannetje met enkele wijfjes en hun jongen. Vrijgezelle mannetjes leven ook in groepjes. Anders dan de andere soorten, hebben grévyzebra's niet zo'n sociale relatie. Een groep blijft langer bijeen dan enkele maanden. Volwassen mannetjes leven alleen, maar de jonge vrijgezellen leven ook hier in groepjes.
Zebra's slapen staand en slapen alleen als er soortgenoten in de buurt zijn om hen voor predatoren te waarschuwen. Deze predatoren zijn voornamelijk de luipaard, de gevlekte hyena, de leeuw en de Afrikaanse wilde hond, maar af en toe ook jachtluipaarden (veulens).
Leeuwen en zebra's houden elkaars populatiedichtheid in evenwicht: doordat de leeuwen de oudere en zwakkere eerst doden ontstaat een gezondere en sterke groep dieren.

## Domesticatie
In het verleden zijn veel pogingen gedaan om de zebra te domesticeren. Westerse kolonialen wilden een paard hebben dat resistentie vertoonde tegen de Afrikaanse ziekten. Zebra's leken daar interessant voor, maar bleken achteraf niet domesticeerbaar.
Hun paniek-instinct bij onraad bleek moeilijk af te leren.
De zebrasoort die wellicht het meest in aanmerking zou komen voor domesticatie, was waarschijnlijk de quagga, omwille van zijn grootte, volgzaamheid en overeenkomst met het Europese paard. Doch de quagga was tegen die tijd reeds uitgestorven.

## Trivia

Zebra's op het wapenschild van Botswana

- De zebra komt voor in het wapenschild van Botswana.
- Het zebrapad werd genoemd naar deze dieren.

## Beeldengalerij

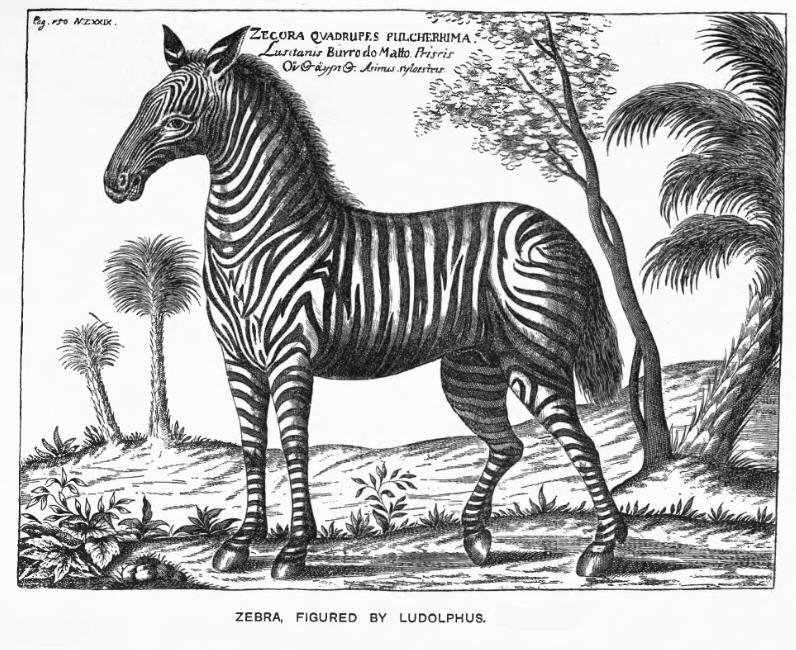
Illustratie van een zebra door Ludolphus
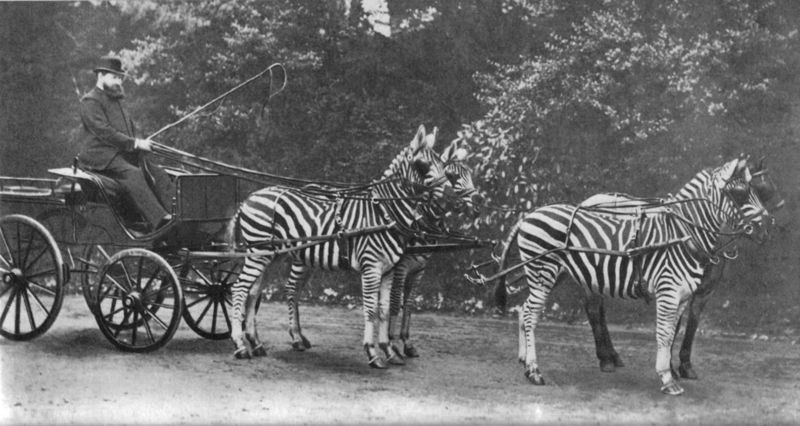
Heer Rothschild met zijn beroemde zebrakoets (Equus burchelli), waarmee hij dikwijls door Londen reed.
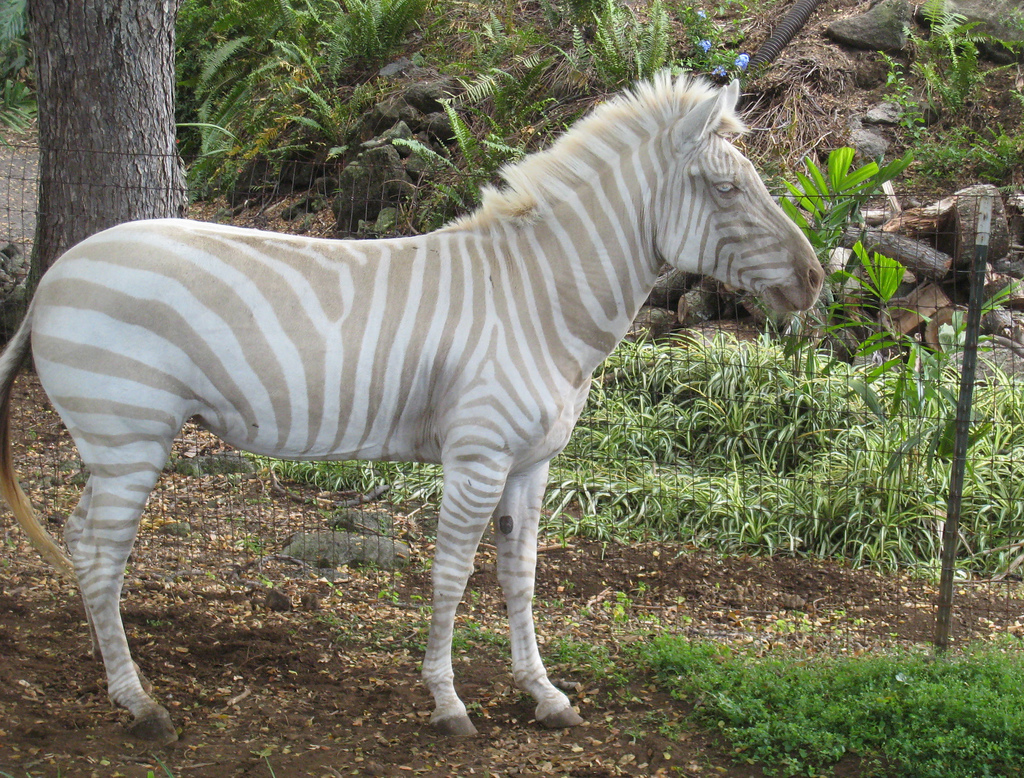
Een albinozebra in gevangenschap
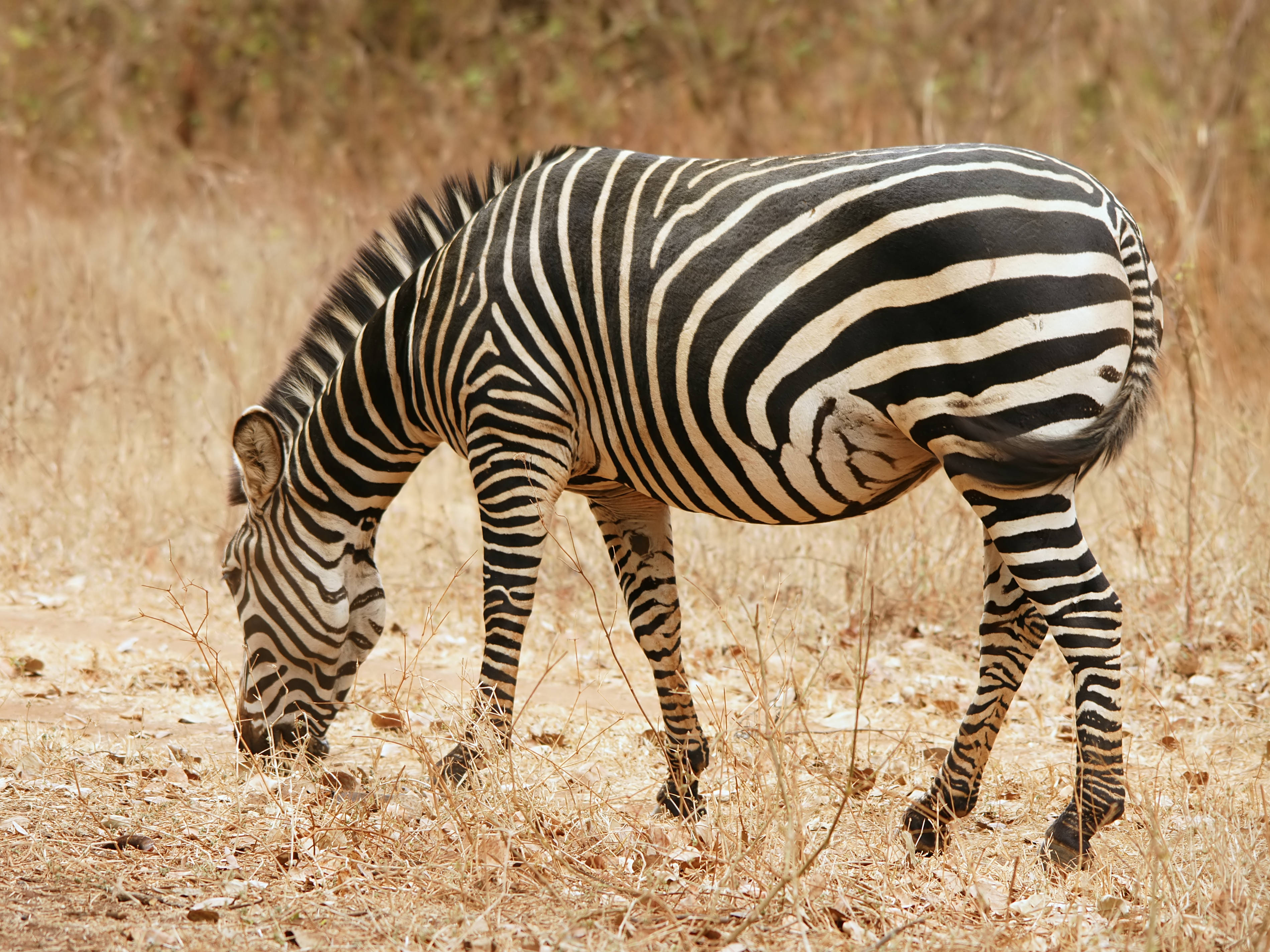
Grazende steppezebra in Zambia
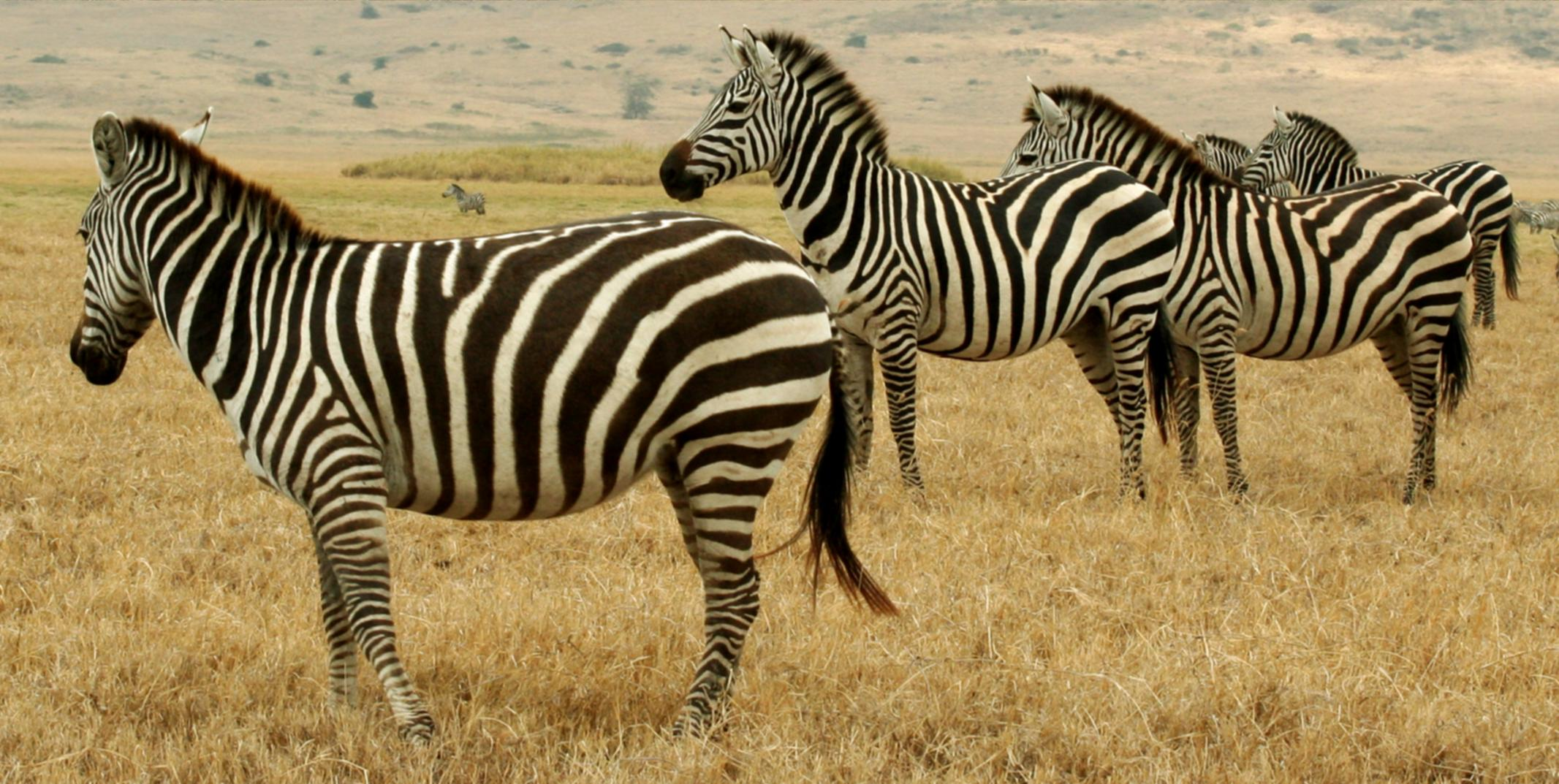
Zebra's in Tanzania
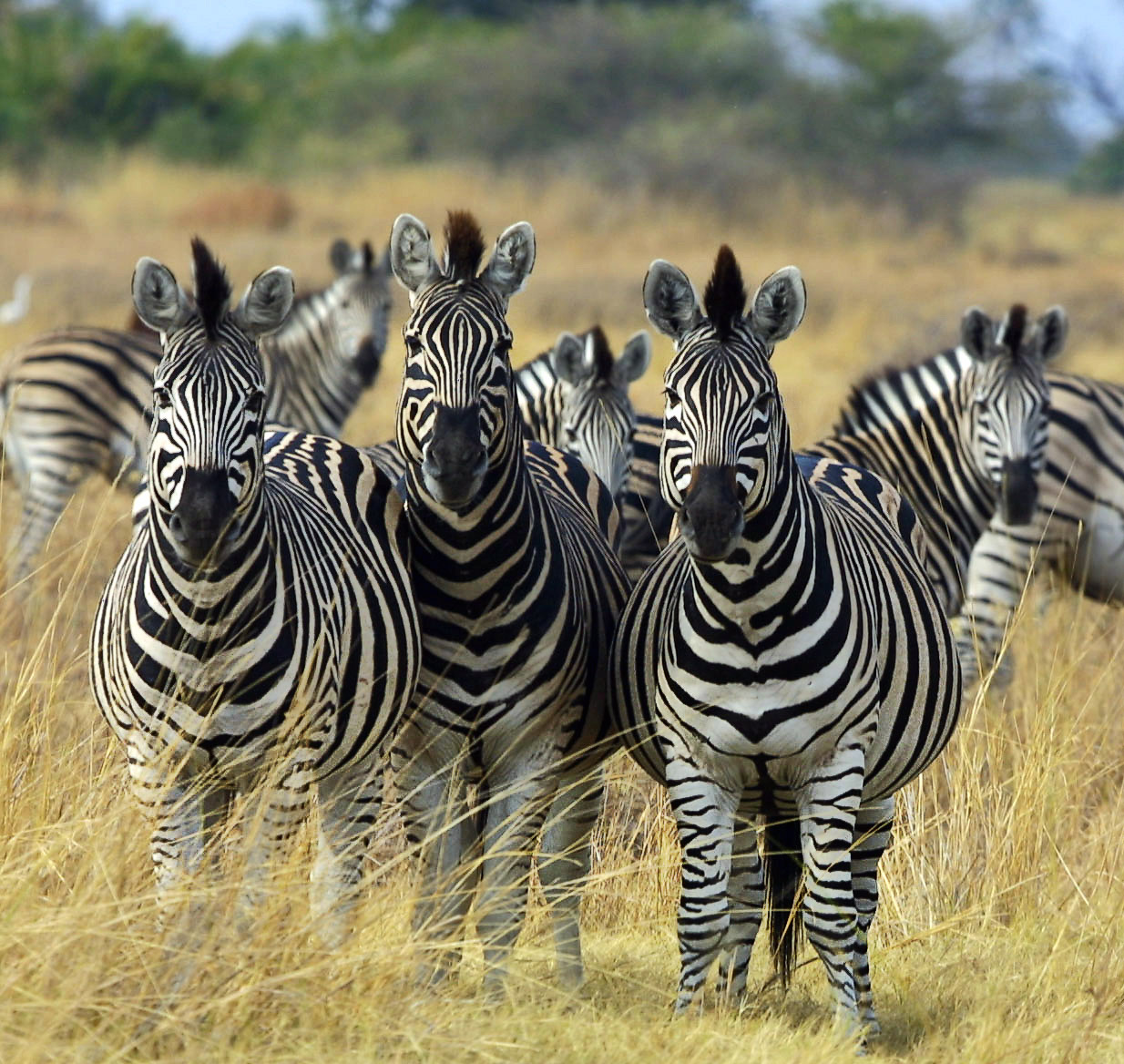
Zebra's in Botswana
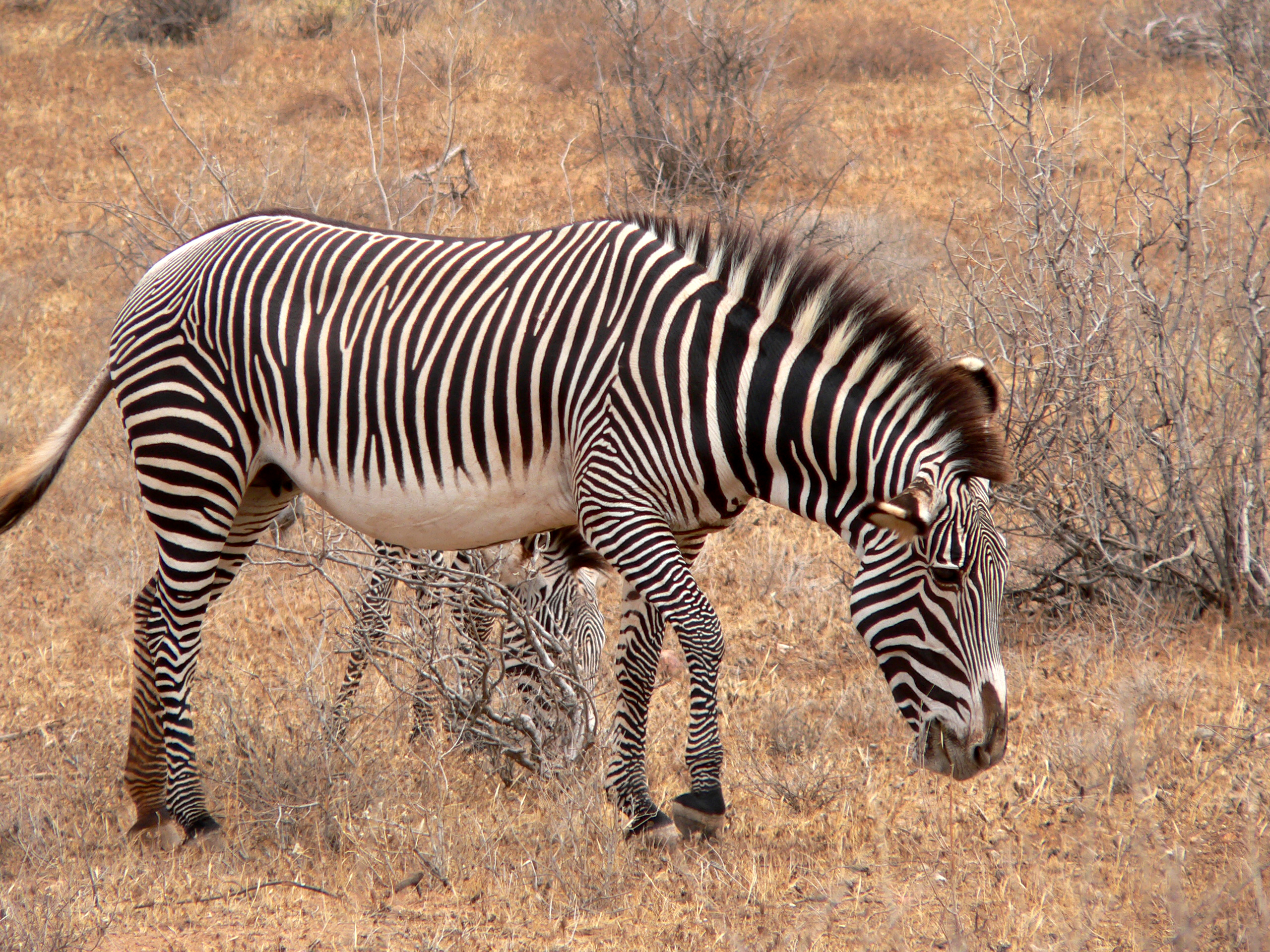
Grévyzebra in Kenia
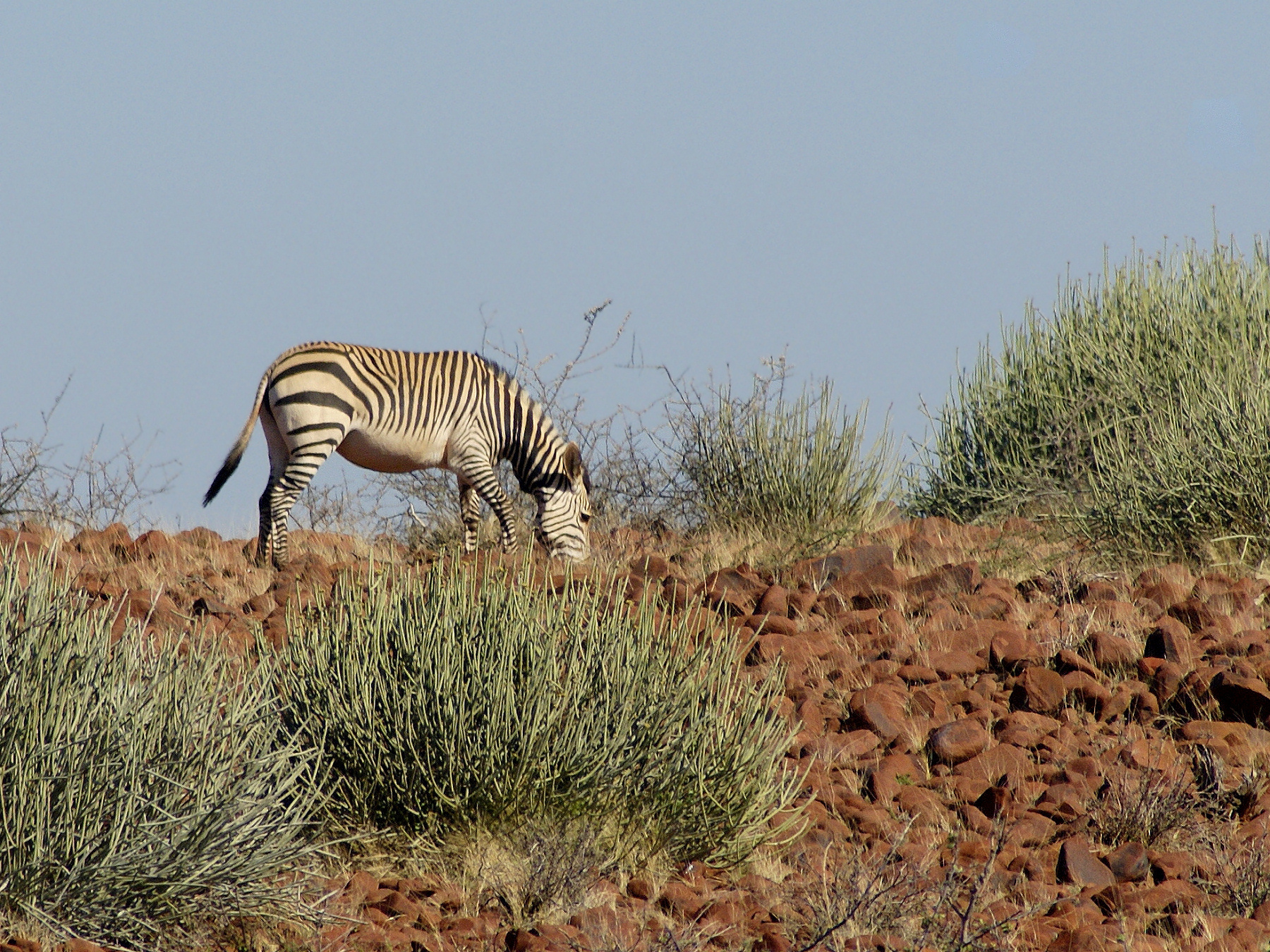
Hartmann-bergzebra in Namibië
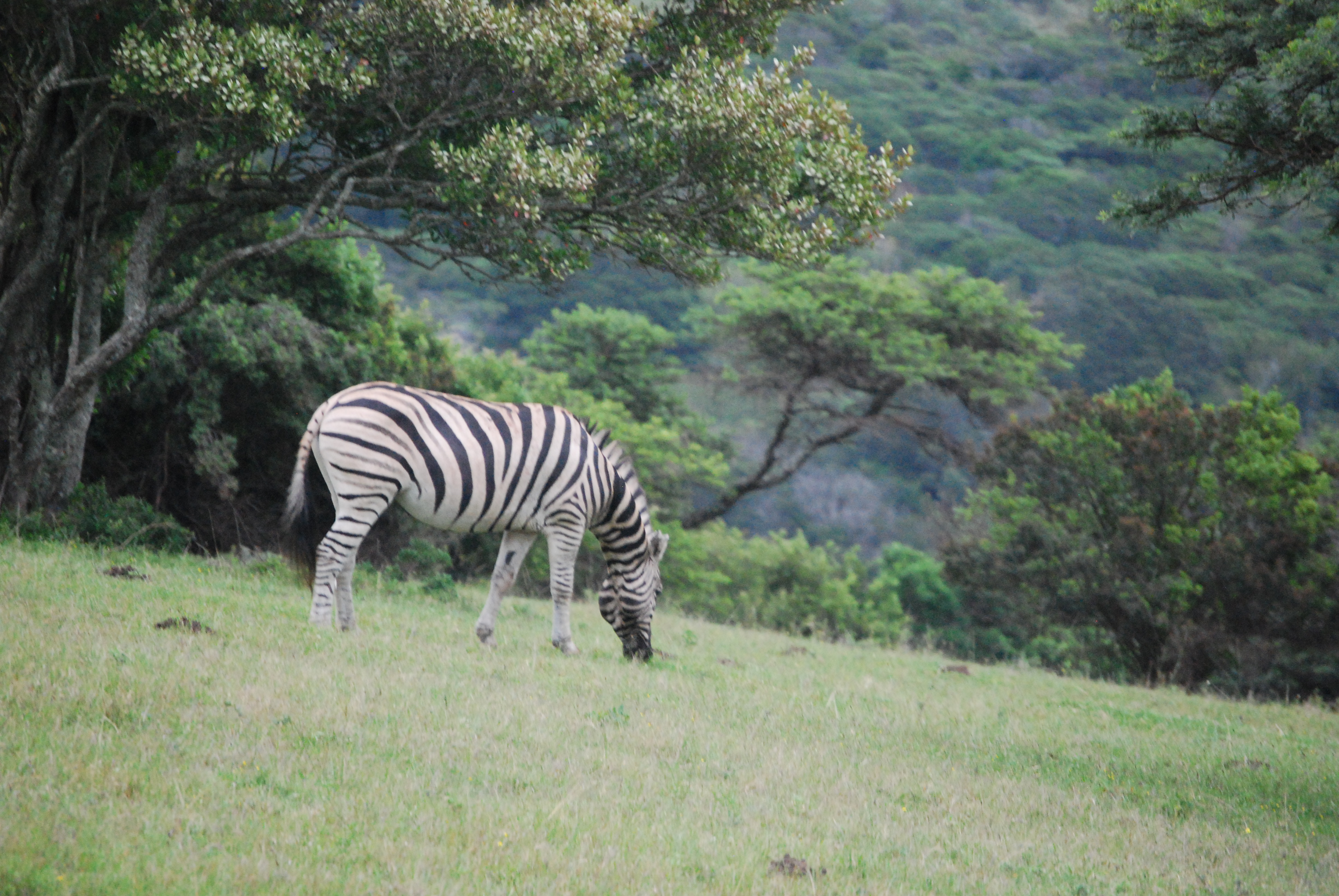
Zebra in Zuid-Afrika